# Bruder (1997)
Bruder (Originaltitel: russisch Брат) ist ein Filmdrama aus dem Jahr 1997 von Regisseur Alexei Balabanow. Der Film handelt von einem jungen Mann, der sich mit der Mafia anlegt.

## Handlung
Danila stammt aus der Familie eines Kriminellen. Kaum vom Militärdienst entlassen, wird er in eine Schlägerei mit einem Filmteam verwickelt, dem er ins Bild gelaufen ist. Von der Polizeistation kehrt er in seine Heimatstadt zurück. Auf Drängen der Mutter beschließt er, nach Sankt Petersburg zu fahren, wo er nicht nur Arbeit, sondern auch seinen älteren Bruder Viktor finden will, der schon seit einigen Jahren dort lebt.
Dieser begrüßt ihn allerdings mit einer geladenen Pistole an der Schläfe. Danila wird klar, dass Viktor nicht mehr der von seiner Mutter so viel beweinte „gute, liebe Junge“ ist. Ohne große Umschweife bezieht dieser Danila auch umgehend in sein Geschäftsleben ein und gibt ihm den ersten Auftrag: Ein tschetschenischer Bandit soll ausgeschaltet werden.
Mithilfe von selbstgebauter Munition und einem improvisierten Schalldämpfer kann Danila tödliche Effizienz beim Ausführen des Auftrags beweisen. Anschließend verfolgen ihn jedoch die Schergen von Viktors Auftraggeber. Dieser hatte den Auftrag gegeben, Viktor zu beschatten und möglicherweise auch, ihn auszuschalten. Danila gerät in eine Verfolgung quer durch einen Wohnkomplex und wird verletzt.
Angeschossen rettet er sich in eine zufällig vorbeifahrende Straßenbahn und verletzt dabei einen seiner Verfolger mit einem Pistolenschuss. Nach einer langen Fahrt lernt er Sweta, die Fahrerin der Straßenbahn, kennen, die sehr unter ihrem saufenden und prügelnden Ehemann leidet. In der darauf folgenden langen Genesungsphase wird Danila von seinem neuen Freund Hoffmann gepflegt, den er Njemez (übersetzt „Deutscher“) nennt – einem Russlanddeutschen, der mit anderen Obdachlosen auf einem Friedhof haust.
Nachdem Danila wieder auf den Beinen ist, kommt das St. Petersburger Leben für ihn erst so richtig in Fahrt. Er steigt in eine Dreiecksbeziehung zwischen Sweta und Kat, einem aufgeweckten, drogenabhängigen Mädchen, ein. Er trottet durch die Stadt, besucht mit Kat Discos und nimmt zusammen mit Sweta an einem Konzert seiner Lieblingsmusikgruppe „Nautilus Pompilius“ teil.
Doch die Gegenseite wird währenddessen auch aktiv: Über Danilas Bruder, Viktor, taucht sein Chef Kruglij (russ.: Круглый in etwa Rundkopf, runde Birne) auf und beginnt damit, nach Danila zu suchen.

## Hintergrund
In einer Nebenrolle tritt Wjatscheslaw Butussow auf, der Sänger der ehemaligen russischen Musikgruppe Nautilus Pompilius. Die Musik dieser Gruppe untermalt oft die langen dialoglosen Szenen im Film, wenn zum Beispiel Danila durch die Stadt Sankt Petersburg schweift.
Im Jahr 2000 erschien unter dem Titel Bruder 2 eine Fortsetzung, die zum Teil in den USA spielt.

## Kritiken
Das Lexikon des internationalen Films schrieb, der Film sei ein „elegisch-lakonischer Großstadt-Western des russischen Nachwuchsregisseurs Alexej Balabanow, der sich geschickt an den Mustern amerikanischer Genrefilme orientiert“.
Im Allgemeinen besitzt der Film in postsowjetischen Raum Legendenstatus und zeigt, wie man ohne Vermögen ein ehrbares Leben mit moralischen Werten führen kann.

## Auszeichnungen
- 1997: „Silberner Hugo“ beim Chicago International Film Festival für den besten männlichen Schauspieler
- 1997: Grand Prix des russischen Kinofestivals Kinotawr